# Torpediniformes

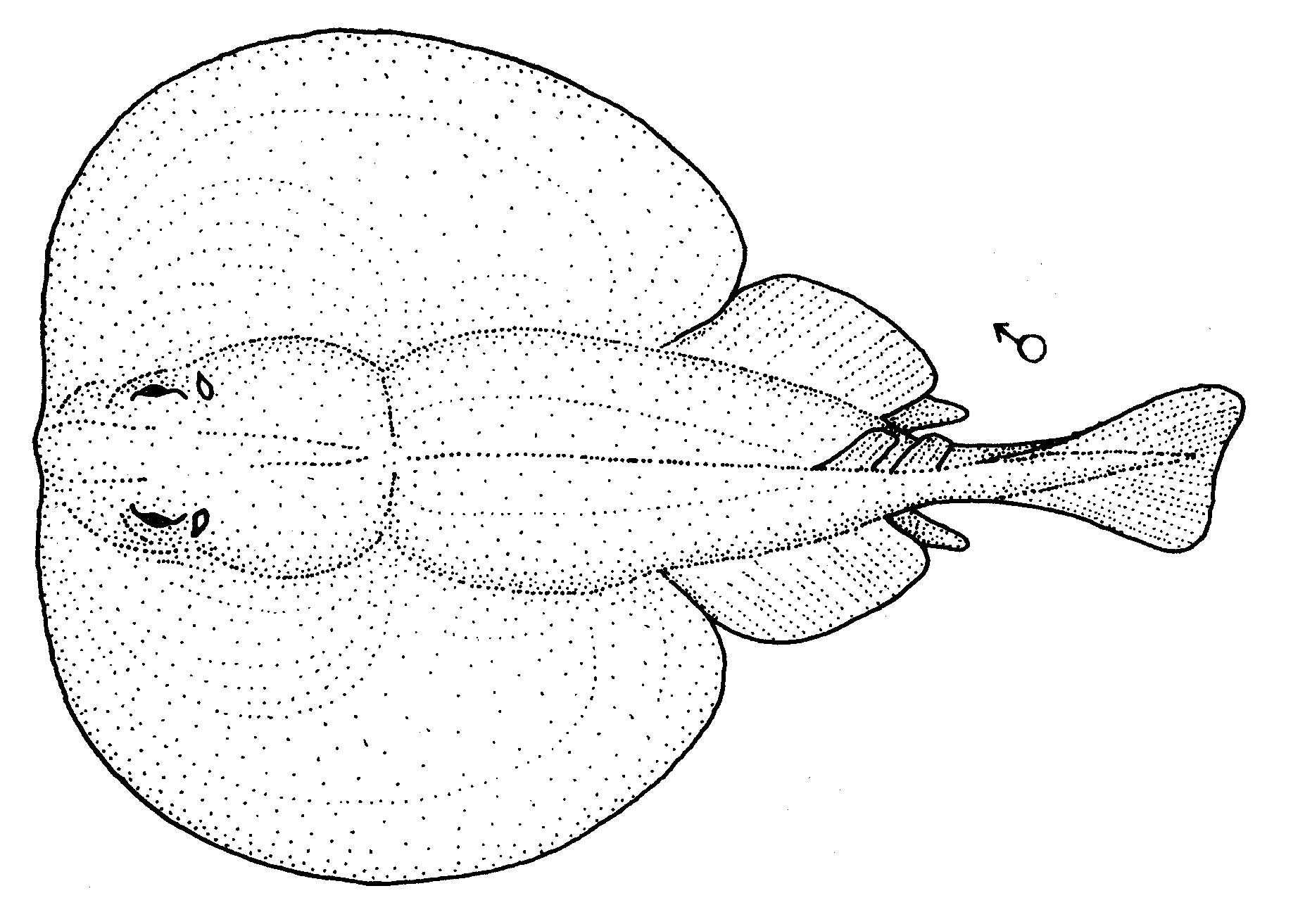
Torpedo fairchildi

Els torpediniformes (Torpediniformes) són un ordre de peixos cartilaginosos del superordre dels batoïdeus, anomenades comunament tremoloses o vaques. Tenen la propietat de produir descàrregues elèctriques, que oscil·len entre 8 i 220 volts, depenent de l'espècie, que s'utilitzen per atordir les preses i per a la defensa. Hi ha 69 espècies en quatre famílies.
Potser els membres més coneguts són els del gènere Torpedo. L'arma submarina del torpede porta el seu nom. El nom prové del llatí torpere, 'estar rígid o paralitzat', de l'efecte sobre algú que toca el peix.

## Descripció
Els torpediniformes tenen un disc pectoral arrodonit amb dues aletes dorsals arrodonides i angulars moderadament grans (no punxegudes ni enganxades) (reduïdes en alguns Narcinidae), i una cua musculosa robusta amb una aleta caudal ben desenvolupada. El cos és gruixut i flàccid, amb una pell suau solta i sense denticles dèrmics ni espines. A la base de les aletes pectorals hi ha un parell d'òrgans elèctrics en forma de ronyó. El musell és ample, gran en els Narcinidae, però reduït en totes les altres famílies. La boca, les fosses nasals i cinc parells de ranures branquials es troben a sota del disc.
Els torpediniformes es troben des d'aigües costaneres poc profundes fins a almenys 1.000m profund. Són lents i es mouen lentament, s'impulsen amb la cua, no utilitzant les aletes pectorals com ho fan altres raigs. S'alimenten d'invertebrats i peixos petits. Estan a l'espera de les preses sota la sorra o un altre substrat, utilitzant la seva electricitat per atordir-les i capturar-les.

## Relació amb els humans

###### Història de la investigació
Les propietats electrogèniques dels torpediniformes es coneixen des de l'antiguitat, encara que no se'n coneixia la naturalesa. Els antics grecs utilitzaven els torpediniformes per adormir el dolor del part i les operacions. En el seu diàleg Menó, Plató fa que el personatge Menó acusa Sòcrates d'"impressionar" la gent amb les seves preguntes desconcertants, d'una manera semblant a la manera com el peix torpede atordit amb l'electricitat. Scribonius Largus, un metge romà, va registrar l'ús del peix torpede per al tractament dels mals de cap i la gota a les seves Compositiones Medicae de l'any 46. AD.
A la dècada de 1770, els òrgans elèctrics del peix torpede van ser objecte dels articles de la Royal Society de John Walsh, i John Hunter. Sembla que van influir en el pensament de Luigi Galvani i Alessandro Volta, els fundadors de l'electrofisiologia i l'electroquímica. Henry Cavendish va proposar que els raigs elèctrics utilitzen electricitat; va construir un raig artificial que consistia en pots de Leyden amb forma de peix per imitar amb èxit el seu comportament el 1773.

### En el folklore
El peix torpede, o raig elèctric, apareix contínuament a les històries naturals premodernes com una criatura màgica, i la seva capacitat per adormir els pescadors sense semblar tocar-los va ser una font important d'evidència de la creença en les qualitats ocultes de la natura durant les èpoques anteriors al descobriment de l'electricitat com a mode explicatiu.

## Bioelectricitat
Els raigs elèctrics tenen òrgans elèctrics especialitzats. Moltes espècies de raigs i patins fora de la família tenen òrgans elèctrics a la cua; tanmateix, el raig elèctric té dos grans òrgans elèctrics en forma de ronyó a cada costat del seu cap, on el corrent passa de la superfície inferior a la superior del cos. Els nervis que indiquen que l'òrgan es descarregui repetidament, després s'uneixen a la part inferior de cada placa de les bateries. Aquests estan formats per columnes hexagonals, molt empaquetades en una formació de bresca. Cada columna consta de 500 a més de 1000 plaques de múscul estriat modificat, adaptades dels músculs branquials (arc branquial). En els peixos marins, aquestes bateries estan connectades com un circuit paral·lel, mentre que les bateries d'aigua dolça estan disposades en sèrie. Això permet que els raigs d'aigua dolça transmetin descàrregues de major tensió, ja que l'aigua dolça no pot conduir l'electricitat tan bé com l'aigua salada. Amb aquesta bateria, un raig elèctric pot electrocutar preses més grans amb un voltatge d'entre 8 volts en alguns narcínids i 220 volts en Torpedo nobiliana, el torpede atlàntic.

## Sistemàtica
Les unes 60 espècies de raigs elèctrics s'agrupen en 12 gèneres i dues famílies. Els Narkinae de vegades s'eleven a una família, els Narkidae. Els torpèdíns s'alimenten de preses grans, que són atordides amb els seus òrgans elèctrics i s'empassa senceres, mentre que els narcínids s'especialitzen en preses petites al substrat inferior o al substrat. Tots dos grups utilitzen electricitat per a la defensa, però no és clar si els narcínids utilitzen electricitat per alimentar-se.
El Catàleg de llistes de peixos d'Eschmeyer classifica les famílies següents dels Torpediniformes:
- Família Platyrhinidae DS Jordan, 1923 (espines o fanrays)
- Família Narkidae Fowler, 1934 (raigs dormitoris)
- Família Narcinidae Gill, 1862 (raigs elèctrics)
- Família Hypnidae Gill, 1862 (raigs de taüt)
- Família Torpedinidae Henle, 1834 (raigs elèctrics torpedes o raigs torpedes)

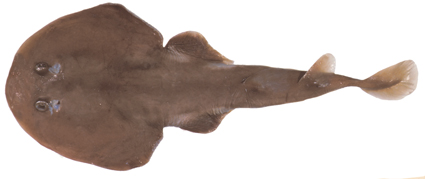
Narcine tasmaniensis

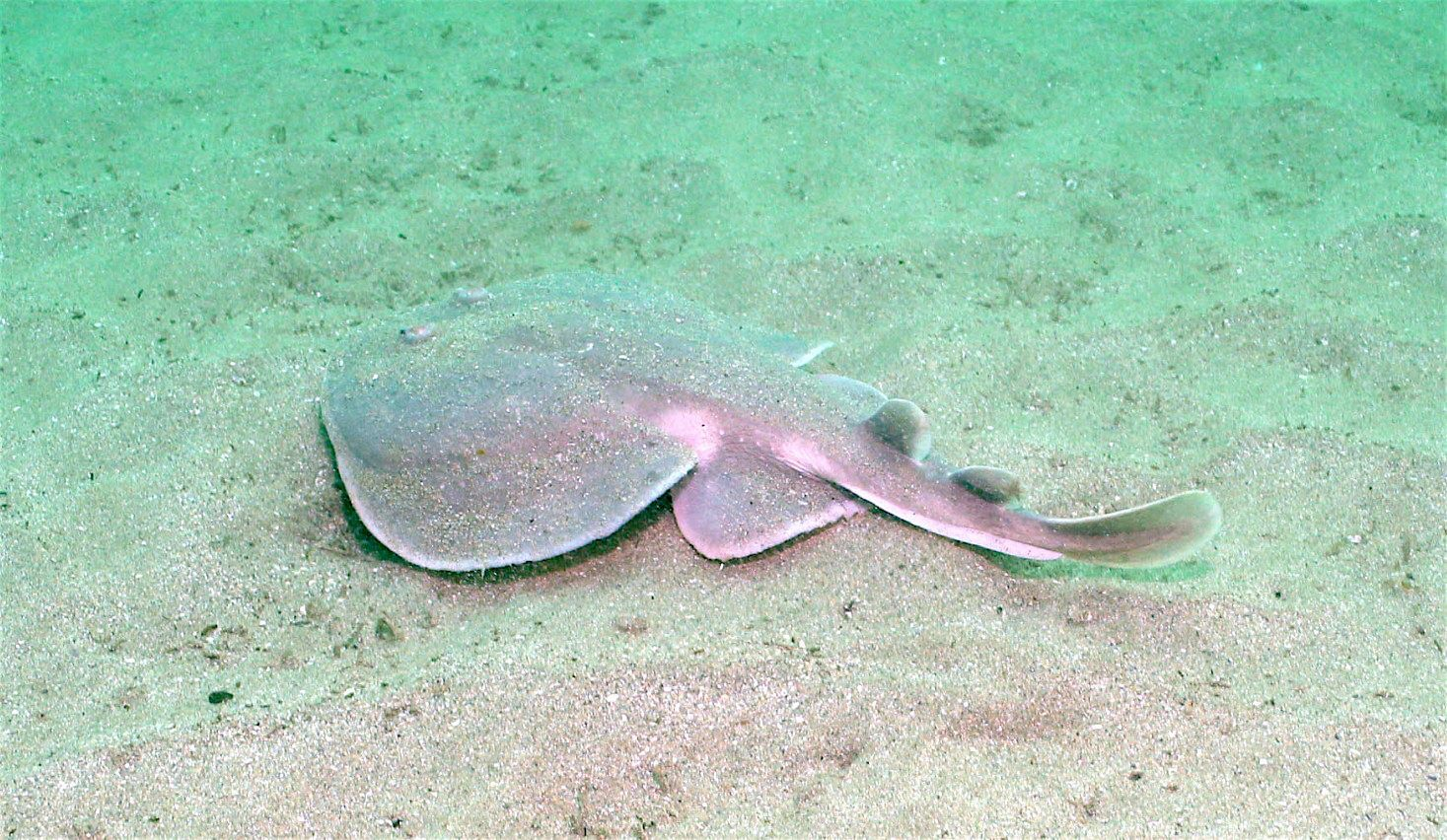

La divisió de les rajades elèctriques en quatre famílies està morfològicament ben fundada, però les dades de biologia molecular mostren que consten de sis llinatges (vegeu el cladograma a continuació). Es tracta de les rajades elèctriques (Torpedinidae) i les rajades elèctriques pera (Hypnidae), dues de les famílies tradicionals, un terç basal format pels gèneres Benthobatis, Discopyge i Typhlonarke, el gènere Narcinops com a quart, els gèneres Narcin i Temera com a cinquè i els gèneres Diplobatis i Narcine com a sisè. La posició dels gèneres Electrolux i Heteronarce (Narcidae) encara no s'ha determinat mitjançant dades biològiques moleculars.
|  | Narke i Temera (Narcidae)         |
|  |                                   |
|  | Diplobatis i Narcine (Narcinidae) |
|  |                                   |

|  | Vaca tremolosa (Hypnidae)      |
|  |                                |
|  | Torpediniformes (Torpedinidae) |
|  |                                |

|  | Narke i Temera (Narcidae)         |
|  |                                   |
|  | Diplobatis i Narcine (Narcinidae) |
|  |                                   |

|  | Vaca tremolosa (Hypnidae)      |
|  |                                |
|  | Torpediniformes (Torpedinidae) |
|  |                                |

|  | Narke i Temera (Narcidae)         |
|  |                                   |
|  | Diplobatis i Narcine (Narcinidae) |
|  |                                   |

|  | Vaca tremolosa (Hypnidae)      |
|  |                                |
|  | Torpediniformes (Torpedinidae) |
|  |                                |

|  | Narke i Temera (Narcidae)         |
|  |                                   |
|  | Diplobatis i Narcine (Narcinidae) |
|  |                                   |

|  | Vaca tremolosa (Hypnidae)      |
|  |                                |
|  | Torpediniformes (Torpedinidae) |
|  |                                |

|  | \| \| Benthobatis (Narcinidae) \| \| \| \| \| \| Typhlonarke (Narcidae) \| \| \| \| |
|  |                                                                                     |
|  | Discopyge (Narcinidae)                                                              |
|  |                                                                                     |
|  | Benthobatis (Narcinidae)                                                            |
|  |                                                                                     |
|  | Typhlonarke (Narcidae)                                                              |
|  |                                                                                     |

|  | Benthobatis (Narcinidae) |
|  |                          |
|  | Typhlonarke (Narcidae)   |
|  |                          |

|  | Narke i Temera (Narcidae)         |
|  |                                   |
|  | Diplobatis i Narcine (Narcinidae) |
|  |                                   |

|  | Vaca tremolosa (Hypnidae)      |
|  |                                |
|  | Torpediniformes (Torpedinidae) |
|  |                                |

|  | Narke i Temera (Narcidae)         |
|  |                                   |
|  | Diplobatis i Narcine (Narcinidae) |
|  |                                   |

|  | Vaca tremolosa (Hypnidae)      |
|  |                                |
|  | Torpediniformes (Torpedinidae) |
|  |                                |

|  | Narke i Temera (Narcidae)         |
|  |                                   |
|  | Diplobatis i Narcine (Narcinidae) |
|  |                                   |

|  | Vaca tremolosa (Hypnidae)      |
|  |                                |
|  | Torpediniformes (Torpedinidae) |
|  |                                |

|  | Narke i Temera (Narcidae)         |
|  |                                   |
|  | Diplobatis i Narcine (Narcinidae) |
|  |                                   |

|  | Vaca tremolosa (Hypnidae)      |
|  |                                |
|  | Torpediniformes (Torpedinidae) |
|  |                                |

|  | \| \| Benthobatis (Narcinidae) \| \| \| \| \| \| Typhlonarke (Narcidae) \| \| \| \| |
|  |                                                                                     |
|  | Discopyge (Narcinidae)                                                              |
|  |                                                                                     |
|  | Benthobatis (Narcinidae)                                                            |
|  |                                                                                     |
|  | Typhlonarke (Narcidae)                                                              |
|  |                                                                                     |

|  | Benthobatis (Narcinidae) |
|  |                          |
|  | Typhlonarke (Narcidae)   |
|  |                          |

El grup de germans i parent més proper de les rajades elèctriques és el de les rajades de guitarra espinosa (Platyrhinidae), pel qual s'han col·locat recentment a FishBase i al Catàleg de peixos com a cinquena família en l'ordre de les rajades elèctriques.

## Morfologia
- El cos és deprimit.
- Presenten el disc arrodonit i el rostre truncat o recte, però no és angulós en cap cas.
- Musell arrodonit.
- Ulls són petits.
- Boca petita i arquejada.
- Entre el crani i la part anterior de les dues aletes pectorals hi ha un òrgan elèctric a cada costat, format per nombrosos discs musculars disposats en forma de prisma que constitueixen una mena de condensador capaç d'emetre fins a 220V.[28]
- Les dues aletes dorsals es troben ben desenvolupades i situades a la cua.[29][30]

## Alimentació
Es nodreixen d'animals bentònics.

## Hàbitat
Viuen sobre fons sorrencs i fangosos.

## Llistat defamílies

### SegonsITIS
- Hypnidae (Gill, 1862) (no reconegut per FishBase, que classifica aquests gèneres a sota de Torpedinidae)
- Narcinidae (Gill, 1862)
- Narkidae (Fowler, 1934) (no reconegut per FishBase, que classifica aquests gèneres a sota de Narcinidae)
- Torpedinidae (Bonaparte, 1838)

### SegonsFishBase
- Narcinidae (Gill, 1862)
- Torpedinidae (Bonaparte, 1838)[32]